# سرابيوم (سقارة)
سرابيوم سقارة هي مقبرة مصرية قديمة مكرسة للثور المقدس أبيس، وتقع شمال مجمع جنازة زوسر في مصر السفلى. تم تحنيط الثور، الذي يُعبد كإله، ودفن بعد أن كرس حياته للاحتفالات والقرابين في معبده في ممفيس.
يعود أصل هذه المقبرة إلى الأسرة المصرية الثامنة عشر في المملكة المصرية الحديثة. سيكون أساسها من عمل الملك أمنحتب الثالث وأول امتداد لها بارع إلى عهد الملك رمسيس الثاني. وسيستمر بعد ذلك في الاتساع تحت العهود التالية وحتى نهاية العصر المصري القديم في فجر العصر المسيحي.

## الاكتشاف
اكتشفت آثار سرابيوم سقارة بواسطة أوجوست مارييت في 1 نوفمبر 1851. ولقد استوحى الباحث الشاب من شهادة المؤلف القديم والجغرافي سترابو واستلهم من الطريق الواصل بين معبد الأقصر وفناء آمون-رع في معبد الكرنك واستمر في هذا المسار المحاط بأبي الهول، ثم اكتشف المدخل إلى سراديب الموتى المخصصة لإيواء الجثث المحنطة للثيران المقدسة أبيس.
أحدث الاكتشاف ضجة، خاصة في الوقت الذي نظمت ومولت فيهِ أعمال «البحث عن الكنز» الحقيقي من قبل الحكومات الإمبريالية المتنافسة باستمرار أوروبا وعندما لم يكن علم المصريات موجودًا ليس بعد سيكون هذا الاكتشاف أحد العناصر التأسيسية لـ أوجوست مارييت في رغبته في وقف هذا النهب المنظم للثروات الثقافية لمصر. ثم أسس مصلحة الآثار المصرية.
كان أصل هذه المقبرة اثنين من الفراعنة المشهورين من المملكة المصرية الحديثة. كلاهما عهد إلى أحد أبنائهما، ولي العهد وكاهن بتاح الأكبر، بمهمة تنظيم العبادة والإشراف على تشييد المباني المقدسة وحفر القبور التي كان من المقرر أن تضم رفات الإله المبجل في ممفيس على شكل الثور المقدس. والأمير تحتمس الذي افتتح المكان نيابة عن عهد والده الملك أمنحتب الثالث.
ثم بعد قرن تقريبًا، طور خعمواس على خطى سلفه، نيابة عن والده الملك رمسيس الثاني عبادة جنازة وأشرف الإله على موقع ضخم مخصص لحفر القبر الإلهي: أول سراديب الموتى.
قبل هذا التاريخ، دفنت الثيران أبيس في مقابر فردية يعلوها معبد صغير مخصصة لعبادة الجنازة باسم سيرابيس. لذلك كان لدى خعمواس أول مقبرة جماعية مجهزة خصيصًا لبقايا ثيران مقدسة.
وسعت سراديب الموتى هذه، ثم تضاعف من خلال معرض كبير جديد سيبقى في الخدمة حتى نهاية العصور القديمة واختفاء عبادة الحيوانات المقدسة عندما تعتنق الإمبراطورية الرومانية المسيحية باعتبارها الدين الوحيد.

## الوصف

### البرومو
خلال العصر البطلمي والروماني، شكل الكل محيطًا مقدسًا واسعًا مرتبطًا بالوادي بواسطة طريق محاط بتماثيل أبي الهول الشهير الذي وصفه سترابو. واصطفت عدة مصليات في هذا الزقاق المقدس الذي كانت تستخدمه المواكب خلال جنازة الإله أبيس.
عبرت هذه الطريقة المقبرة القديمة لأكثر من كيلومتر، بدءًا من تل بوبستيون، وتجنب مجمع جنازة تيتي، تاركةً على يساره تلة أوسركاف وزوسر، غرقت غربًا في الصحراء.
كان الطريق في الربع الأخير محاطًا بالعديد من المعابد والآثار التذكارية التي بناها المصلين والشخصيات، ثم انتهى، على شكل منعطف، على نوع من الباحة التي بنيت عليها المصليات والملاذات اليونانية الرومانية، بما في ذلك بناء دراجة نصف دائرية مخصصة للمؤلفين والفلاسفة اليونانيين الرئيسيين. التماثيل المكتشفة في الدراجة الهوائية هذه محفوظة الآن في المتحف المصري بالقاهرة وهي بالنسبة للبعض التمثيلات الوحيدة لهذه الشخصيات التي قدمتها لنا العصور القديمة. ظهور غريب لهؤلاء المفكرين اللامعين، في صحراء مكرسة بالكامل للطوائف المصرية، مما يعكس بوضوح رغبة الثقافتين في توحيد القوى.
كانت الدراجة الهوائية هذه متاخمة للمبنى الذي كانت ستعتمد عليه. أغلقت الساحة وأطلق عليها اسم «المعبد الشرقي». إلى الشمال من الزقاق المرصوف بالحصى، تم اكتشاف كنيسة صغيرة مخصصة لـ أبيس لا تزال تحتوي على تمثال بالحجم الطبيعي للإله الثور يحمل قرصًا للشمس محاطًا بقرونه ومزين بالصل. هذا التمثال محفوظ الآن في متحف اللوفر.
ثم واصلت درومو الطريق نحو حاوية السرابيوم وانتهت ببوابة مؤطرة بأسود مستلقية، وهو نصب تذكاري بناه نختنبو الأول. علاوة على ذلك، فإننا ندين لهذا الملك بمعظم تماثيل أبي الهول التي تصطف على طول هذا المسار الموكب الطويل والتي تزين اليوم مجموعات العديد من المتاحف الكبرى في أوروبا والولايات المتحدة الأمريكية.

### المعبد
من المعبد المخصص لـسرابيس لا يزال هناك شيء مرئي اليوم ومن الصعب للغاية الحصول على فكرة عن مدى انتشاره حتى لو كان من المرجح أنه اشتمل على العناصر الكلاسيكية المعبد المصري القديم، مع صرح، وساحات البوابة، والجزء المركزي من المعبد والفضاء أمام المعبد.
القراءات التي سجلت في زمن مارييت فقط تسمح لنا بتقييم أبعاد الساحة المقدسة مع حاوية تزيد عن 300 متر من الجوانب تنفتح على الشرق بواسطة هذه البوابة الموضوعة في محور المعبد.
كانت المدافن الفردية التي وُضعت خلال الأسرة المصرية الثامنة عشر وبداية الأسرة المصرية التاسعة عشر موجودة عند مدخل المعبد الرئيسي. اكتشفت وحددت خمسة منافذ فردية تعلوها معبد للعبادة. يتكون كل قبر من منحدر يؤدي إلى حجرة جنازة ذات غرفتين متجاورتين. لذلك كان قبرًا حقيقيًا حفر وبني تكريماً للإله.
بالنظر إلى الأساسات التي نقب عنها خلال حملات التنقيب، يجب أن يكون حجم المعبد يزيد عن 150 متر في الطول والعرض تقريبًا 100 م ولها جدار محاط مزدوج مفتوح على محورين. يمتد المحور الرئيسي من الشرق إلى الغرب على محور الطريق، والآخر ثانوي إلى الشمال على المقابر. ثم عثر على نقوش من عصور مختلفة على وجه الخصوص من زمن نختنبو الثاني بما في ذلك عناصر من معبد مخصص لإيزيس الذي ارتبط بوالدة الإله أبيس تلقى هذا أيضًا عبادة في ممفيس وكان لديه سراديب الموتى مخصصة خصيصًا لمومياوات هذه البقرة المقدسة الواقعة إلى الشمال الشرقي من مجمع سرابيوم في سقارة.

### تحت الأرض
تقع سراديب الموتى في أبيس تحت معبد أبيس. وبالتالي فإن العنصر الرئيسي لهذا الحرم اليوم هو تحت الأرض ويتكون من معرضين يصفهما علماء المصريات، لتمييزهما، بأنهما «صغيران» و«كبيران».
- شيدت «الممرات الصغيرة تحت الأرض» في عهد الملك رمسيس الثاني واستخدمت حتى بداية الأسرة السادسة والعشرون. ولقد اتبعت تطورًا بين الشمال والجنوب وتحتوي على سبع عشرة غرفة منحوتة في الصخر.
- افتتحت «الممرات الكبرى تحت الأرض» في عهد إبسماتيك الأول واستخدمت حتى نهاية العصور القديمة، على طول محور شرقي غربي وسع عدة مرات. وتحتوي على أكثر من ثلاثين غرفة، بعضها ضخم، مترابط بواسطة ممرات وممرات. لا يزال عدد كبير من هذه الأقبية الأربعة والعشرين يحتوي على توابيت ضخمة من الجرانيت الداكن.

وهكذا، يعود تاريخه إلى رمسيس الثاني، كان لكل ثور أبيس قبو مخصص له في هذا القبر الجماعي الكبير والذي تم سور مدخله بمجرد وضع المومياء فيه. التابوت الحجري. على هذا الجدار لصقت لوحات إهداء تشير في أغلب الأحيان إلى فترة ولادة الثور، وسنة تنصيبه في معبد بتاح، بالإضافة إلى عمرها كتاريخ لدفنه، مع تحديد العهد الذي حصل فيهِ هذا الاحتفال. هذه اللوحات هي عناصر ثمينة اليوم لأنها تسمح لنا بإلقاء الضوء على العهود التي لم تحفظها السجلات الملكية لنا أو التي لدينا القليل من التفاصيل عنها.
علاوة على ذلك، نظرًا لأن معظم الوثائق القديمة التي تعطينا قوائم الملوك تعود إلى المملكة المصرية الحديثة وأن سراديب الموتى هذه تبدأ من هذه الفترة بالضبط، فإن هذه اللوحات التي تغطي نهاية العصور القديمة المصرية بأكملها في بعض الأحيان الدليل الوحيد المتاح لـعالم المصريات لمعرفة طول العهود، دليل أكثر موثوقية لتأسيس التسلسل الزمني لهذه الفترة في تاريخ مصر القديمة من القائمة الوحيدة المنسوبة إلى مانيتون.
تتيح هذه اللوحات أيضًا إمكانية وصف القصص التي رواها المؤلفون القدماء عن الفترة الفارسية التي سبقت العصر البطلمي مباشرة. في الواقع، لم يتم العثور على أبيس مدفونًا فقط في عهد دارا الأول، ولكن أيضًا في عهد قمبيز الثاني، مما يدل على أن القصة التي أبلغ عنها تأثر هيرودوت إلى حد ما بالدعاية المناهضة للفارسية التي كانت سائدة في ذلك الوقت في جميع مقاطعات الإمبراطورية الأخمينية. الدعاية التي نسقها الإغريق بذكاء على وجه الخصوص.
تم تحنيط كل ثور ودفنه بأبهة في تابوت ضخم. خلال المملكة المصرية الحديثة كانت هذه التوابيت مصنوعة من الخشب ولم تنج معظمها من اكتشافها. في الفترات التالية، تم نحت هذه التوابيت من الجرانيت الأسود والرمادي والبازلت والحجر الجيري وووزنها ما يصل إلى مئة طن. لا يزالون يرتاحون في خزائن المعرض الكبير.
تم دفن الثيران بأثاث جنائزي مماثل لتلك الموجودة في المقابر المصرية الكلاسيكية. المجوهرات، تميمة، أوشبتي، أواني كانوبية، كلها أشياء جنائزية ضرورية للتحنيط وتهدف إلى تسهيل مرور الإله في الغرب، عالم الموتى. تم العثور على بعض مومياوات أبيس سليمة وهي معروضة اليوم في المتحف المصري بالقاهرة.
خضعت سقارة لأعمال الترميم والتدعيم لعدة سنوات وأعيد فتحها للجمهور في سبتمبر 2012.